# Monikkajärvet
Monikkajärvet består av två sjöar i Heinävesi kommun i Södra Savolax
- Ala-Monikko, 62°23′37″N 28°19′02″Ö / 62.3936°N 28.3171°Ö (23,15 ha)
- Ylä-Monikko, 62°23′17″N 28°20′16″Ö / 62.388°N 28.3379°Ö (37,13 ha)